# Eccard de Mâcon
Eccard (nascut vers 810/815, mort vers 876/877), fou un comte procedent de la família carolíngia dels Nibelúngides. Senyor de Perrecy, fou comte de Chalon de 863 a 877 i comte de Mâcon (i segons algunes fonts com Settipani, també comte d'Autun) de 873 a 877. Era fill de Khildebrand III, comte d'Autun, i de Dunna.

## Biografia
Apareix en diplomes del 836 i 839 on l'emperador Lluís I el Pietós i el seu fill el rei Pipí I d'Aquitània, el qualifiquen de fidel. Hereta el Perrecy cap a 838, dels quals va fer confirmar la possessió per Pipí i després per Lluís el Pietós, però que li serà discutit cap al 875 per Wulfhard, abat de Fleury. Fou també encarregat del bosc de Marnay, al Morvois.
El 858 participa en la revolta dels grans del regne contra Carles II el Calb, però sembla que va tornar a entrar en gràcia reial, ja que aquest darrer el va investir el 863 amb el comtat de Chalon. El 873, el fill del rei Lluís II de França, com a rei d'Aquitània, que li va confiar els comtats d'Autun i de Mâcon. Sembla no obstant que Bernat Plantapilosa tenia el comtat d'Autun el 873 i era conseller del rei. En la reorganització de comtats feta el 876 per Carles el Calb el comtat d'Autun va passar a Bernat de Gòtia perquè Bernat Plantapilosa havia estat fet presoner per Lluís III el Jove de Germània (876-882) a la batalla d'Andernach el 8 d'octubre del 876 i restava encara engarjolat.
El seu testament s'ha conservat fins als nostres dies i ens informa entre d'altres, del contingut de la seva biblioteca, així com dels animals que posseïa per a la caça (gossos, esparvers, falcons). A la seva mort, el 877, Bosó de Provença, probablement nebot de la seva esposa, el va succeir com a comte de Mâcon i de Chalon. La situació a Autun és discutida.

## Matrimonis
Es va casar en primeres noces amb Albegundi, de la qual no se sap gaire cosa.
Es casa de nou vers el 863 amb Riquilda, filla probable de Ricard II, comte d'Amiens i, per tant, probable germana de Bivi de Gorze i tia probable de Bosó de Provença, futur rei de Provença, de Ricard el Justicier, duc de Borgonya, i de Riquilda de Provença, segona dona de Carles el Calb.
No va tenir posteritat de cap d'aquests matrimonis.